# Ђин Ђонго
Ђин Ђонго (24. септембар 1979), је јужнокорејски спортиста који се такмичи у стрељаштву. Троструки је освајач олимпијске златне медаље у дисциплини малокалибарски пиштољ, у Пекингу 2008, Лондону 2012. и Рио де Жанеиру 2016. У истој дисциплини окитио се сребром на Олимпијским играма 2004. у Атини. Такође је и олимпијски шампион у дисциплини ваздушни пиштољ из Лондона и сребрни из Пекинга.